# الثغرة (مادبا)
الثغرة هي بلدة في محافظة مادبا الواقعة على بعد 33 كم جنوب العاصمة عمان.